# Kathrin Weßel
Kathrin Ullrich Weßel, meglio nota col cognome del marito, Weßel (Annaberg-Buchholz, 14 agosto 1967), è un'ex mezzofondista e maratoneta tedesca.

## Biografia
Nella prima parte della sua carriera ha corso principalmente i 10000 m piani, distanza sulla quale vanta un bronzo mondiale a Roma 1987, oltre ad un quarto posto olimpico (a Seul 1988) ed uno mondiale (a Tokyo 1991). Su questa distanza è stata per quattro volte campionessa della DDR (dal 1987 al 1990) e per sei volte campionessa tedesca (dal 1991 al 1996), per un totale di dieci titoli consecutivi. A questi si aggiungono quattro titoli tedesco-orientali sui 3000 m piani (dal 1987 al 1990).
A partire dalla seconda metà degli anni novanta si è invece dedicata perlopiù alla maratona, dove ha vinto due titoli tedeschi (nel 1994, grazie ad un terzo posto complessivo alla maratona di Francoforte, e nel 2002, grazie ad un ottavo posto complessivo alla maratona di Berlino) oltre alla maratona di Ratisbona del 2002 e del 2003, ed alla maratona di Mannheim nel 2004.

## Palmarès
| Anno                                   | Manifestazione  | Sede       | Evento        | Risultato | Prestazione | Note |
| -------------------------------------- | --------------- | ---------- | ------------- | --------- | ----------- | ---- |
| In rappresentanza della Germania Ovest |                 |            |               |           |             |      |
| 1987                                   | Europei indoor  | Liévin     | 400 m piani   | 4ª        | 52"64       |      |
| 1987                                   | Mondiali        | Roma       | 10000 m piani | Bronzo    | 31'11"34    |      |
| 1988                                   | Giochi olimpici | Seul       | 10000 m piani | 4ª        | 31'29"27    |      |
| 1990                                   | Europei         | Spalato    | 10000 m piani | Argento   | 31'47"70    |      |
| In rappresentanza della Germania       |                 |            |               |           |             |      |
| 1991                                   | Mondiali        | Tokyo      | 10000 m piani | 4ª        | 31'38"96    |      |
| 1992                                   | Giochi olimpici | Barcellona | 10000 m piani | Batterie  | dnf         |      |
| 1993                                   | Mondiali        | Stoccarda  | 10000 m piani | 13ª       | 32'27"38    |      |
| 1994                                   | Europei         | Helsinki   | 10000 m piani | 4ª        | 31'38"75    |      |
| 1995                                   | Mondiali        | Göteborg   | 10000 m piani | 10ª       | 31'55"04    |      |
| 1996                                   | Giochi olimpici | Atlanta    | 10000 m piani | Batterie  | 33'31"67    |      |
| 2001                                   | Mondiali        | Edmonton   | Maratona      | Finale    | dnf         |      |

## Campionati nazionali
1996
- Oro ai campionati tedeschi, 10000 m piani - 31'51"41

1997
- Bronzo ai campionati tedeschi, 5000 m piani - 15'44"81

## Altre competizioni internazionali
1987
- Coppa Europa di atletica leggera ( Praga)
- Oro alla Coppa Europa ( Praga), 10000 m piani - 32'42"05
- Argento ai Bislett Games ( Oslo), 10000 m piani - 32'01"05

1989
- Coppa Europa di atletica leggera ( Gateshead)
- Oro alla Coppa Europa ( Gateshead), 10000 m piani - 32'17"88
- Oro alla Coppa del mondo ( Barcellona), 10000 m piani - 31'33"92

1991
- Oro alla BOclassic ( Bolzano) - 15'34"
- Coppa Europa di atletica leggera ( Francoforte)
- Oro alla Coppa Europa ( Francoforte), 10000 m piani - 31'03"62

1994
- Bronzo alla Maratona di Francoforte ( Francoforte sul Meno) - 2h36'29"
- Coppa Europa di atletica leggera ( Birmingham)
- Oro alla Coppa Europa ( Birmingham), 10000 m piani - 32'26"85

1996
- Coppa Europa di atletica leggera ( Madrid)
- Oro alla Coppa Europa ( Madrid), 5000 m piani - 15'40"36

2001
- Bronzo alla Maratona di Berlino ( Berlino) - 2h28'27"

2002
- 8ª alla Maratona di Berlino ( Berlino) - 2h36'36"

2003
- 15ª alla Maratona di Berlino ( Berlino) - 2h38'15"

2004
- 11ª alla Maratona di Berlino ( Berlino) - 2h38'24"